# Všeruby (okres Plzeň-sever)
Všeruby (německy Wscherau) jsou město v okrese Plzeň-sever v Plzeňském kraji. Žije v něm přibližně 1 700 obyvatel. Jižní částí obce protéká řeka Třemošná.

## Název
Název města je pravděpodobně odvozen od slovesa rubat ve významu ves všerubů, tj. lidí, kteří vše rubali. Vzhledem k nejstarším písemným dokladům, v nichž se objevuje tvar Všeroby, je však také možné, že jméno města bylo odvozeno ze slova roba (služebnice, nevěstka). V historických pramenech se jméno objevuje ve tvarech: de Userob (první polovina 13. století), Serow (1232), Sverob (1233, 1238), Wserub (1235, 1379), Scherob (1242), Wsserob (1352, 1408), Wsserub (1369–1405, 1402, 1788, 1838), Wssierob (1374), Wsierub (1378), Wssierob (1380), Wsserub (1402, 1415, 1457, 1465), Wsserubia (1427), Wsseruby (1545, 1561), Wsšeruby (1584), Wscherau (1749, 1838), Wsseruby a Wssedrb (1788) a Všeruby nebo německy Wscherau (1848).

## Historie
První písemná zmínka o vsi je z roku 1212. Ve 13. století se zmiňuje hrad, v 16. století již opuštěný. Roku 1900 žilo ve Všerubech 1115 Němců a 61 Čechů. Po roce 1945 byla německá většina obyvatel vysídlena.
Na přelomu 19. a 20. století se v lese východně od vesnice těžilo černé uhlí. Doly František, Dobrá naděje, Jan, Jiří a Jindřich provozoval Johann Fitz.

## Obyvatelstvo
| Rok            | 1869  | 1880  | 1890  | 1900  | 1910  | 1921  | 1930  | 1950 | 1961  | 1970 | 1980 | 1991 | 2001 | 2011  | 2021  |
| -------------- | ----- | ----- | ----- | ----- | ----- | ----- | ----- | ---- | ----- | ---- | ---- | ---- | ---- | ----- | ----- |
| Počet obyvatel | 2 179 | 2 144 | 2 092 | 2 124 | 2 053 | 1 892 | 1 852 | 952  | 1 041 | 858  | 957  | 956  | 986  | 1 227 | 1 615 |
| Počet domů     | 359   | 367   | 370   | 357   | 353   | 354   | 369   | 252  | 241   | 206  | 220  | 284  | 314  | 346   | 489   |

## Městská správa
Dnem 29. února 2012 byl obci obnoven status města.

### Části města
- Všeruby
- Chrančovice
- Chrástov
- Klenovice
- Kokořov
- Popovice
- Radimovice

Od 1. července 1980 do 23. listopadu 1990 k městu patřily i Kunějovice, od 1. července 1980 do 31. prosince 1991 Hůrky, Mostice a Zahrádka a od 1. ledna 1986 do 23. listopadu 1990 také Nevřeň.

### Městské symboly
Není známý ani rok povýšení na město ani rok získání znaku. Ten je doložen pečetěmi přibližně od 16. století. Na červeném štítě je stříbrné vodorovné břevno se zlatým damaskováním. Na štítem jsou jelení parohy se čtyřmi špicemi. Břevno zřejmě pochází z erbu pánů ze Všerub, parohy pak z erbu pánů z Gutštejna.
Vlajka byla městu udělena rozhodnutím předsedy Poslanecké sněmovny Parlamentu České republiky dne 18. dubna 2014. Vlajka má rozměr šířky ku délce v poměru 2:3. List tvoří tři vodorovné pruhy, červený, bílý a červený, v poměru 3 : 4 : 3. Uprostřed listu černé jelení paroží.

## Pamětihodnosti
- Kostel svatého Ducha na náměstí, původně gotický ze druhé poloviny 14. století, v 16. století upraven presbytář a v 17. století zaklenuta loď. Jednolodní stavba s užším presbytářem a trojbokým závěrem, čtverhrannou věží a západním průčelím z roku 1826. Boční stěny s opěráky a gotickými okny, v presbytáři s kružbami. Vítězný oblouk lomený s hruškovým profilem. Loď má křížovou klenbu, v sakristii je klenba hvězdová. Na hlavním oltáři socha Madony (kolem 1500), zařízení je barokní.
- Židovský hřbitov se nachází severně od obce v lesíku v údolí potoka. Místní synagoga pocházející z 19. století byla stržena v roce 1989.
- Zaniklý hrad Všeruby ze 13. století na návrší nad městem
- Kostel svatého Martina na návrší nad obcí, původně hradní kaple, patrně z konce 12. století. Prostá jednolodní stavba z kvádříkového zdiva, na jižní straně původní románský portál. Trojboce zakončený presbytář má valenou klenbu s lunetami, v lodi je plochý strop a na západní straně původní románská kruchta se třemi arkádami a románskými sloupky.
- Barokní kaple svatého Jana Nepomuckého z roku 1769.[12]
- Asi 1,5 kilometru severovýchodně od města se na ostrožně nad potokem Burná nachází všerubské hradiště z doby halštatské a hradištní. Na lokalitě nejsou patrné žádné stopy opevnění, ale v roce 1984 byl v místě šíje ostrožny vývratem odhalen pruh vypálené hlíny s kůlovými jamkami vyloženými křemencovými oblázky, které jsou pozůstatkem palisády.[13]

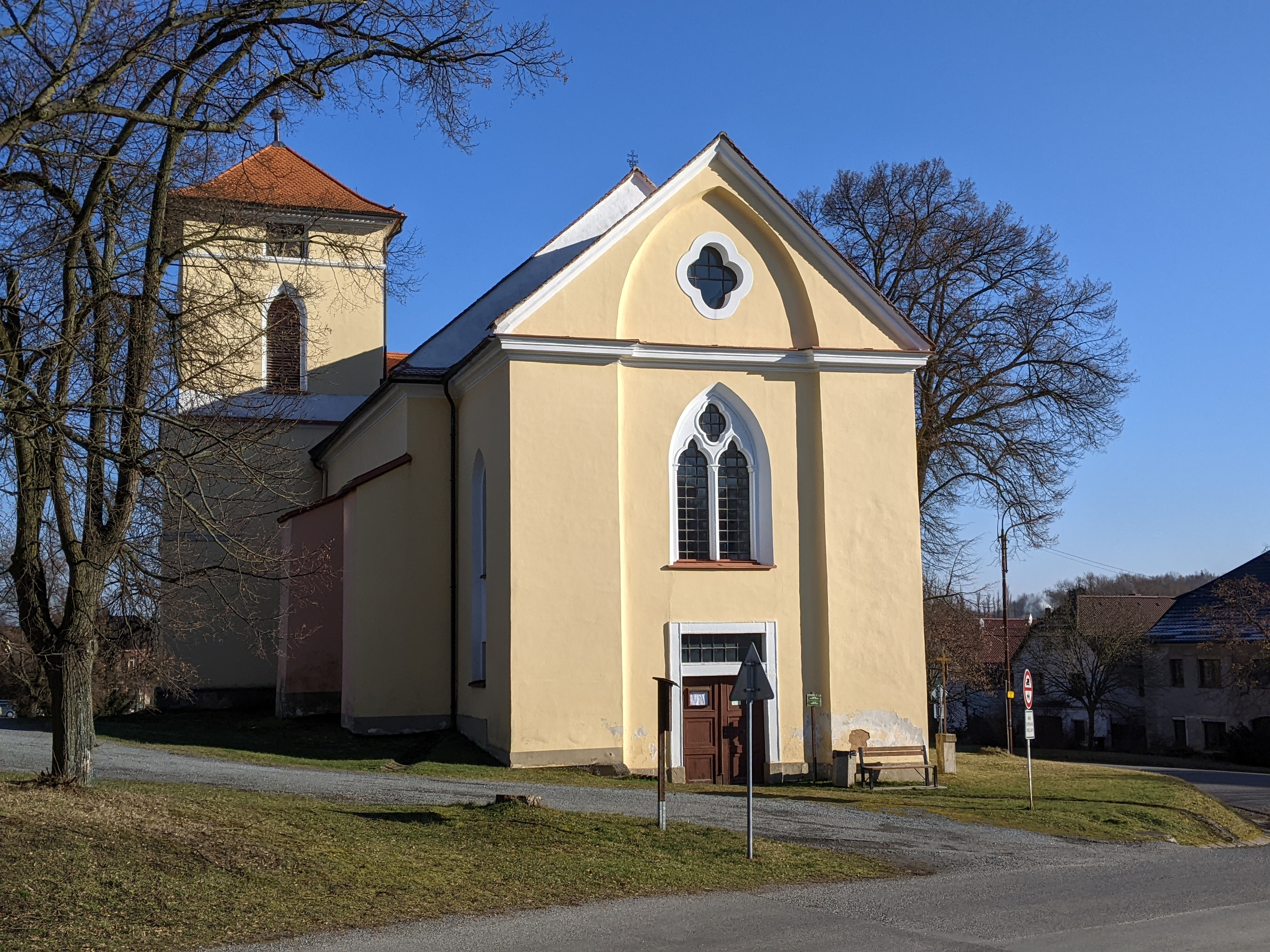
Kostel svatého Ducha
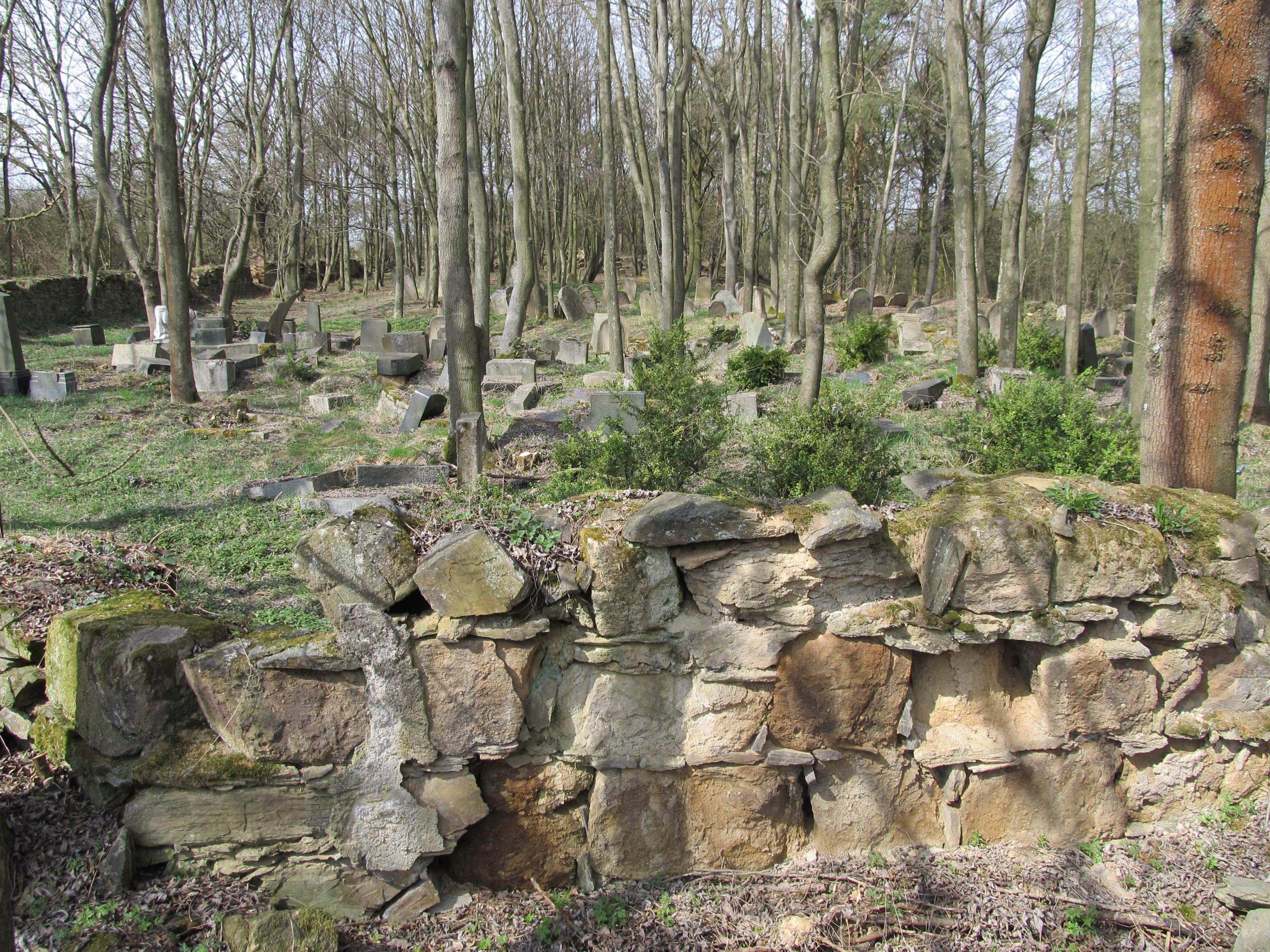
Židovský hřbitov
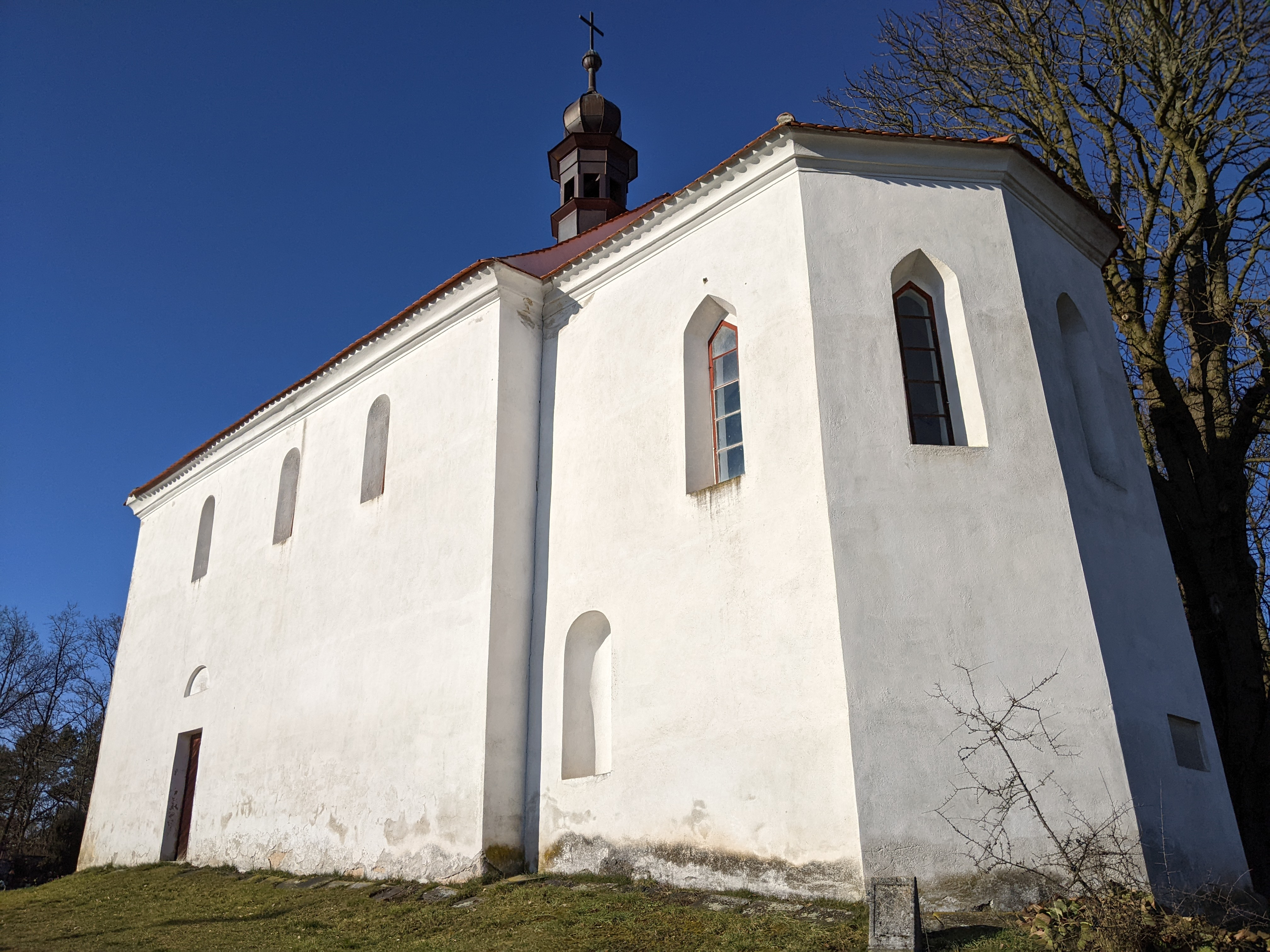
Kostel svatého Martina

## Osobnosti
- Franz Metzner (1870–1919), sochař
- Josef Eisenmeyer (1871–1926), filozof, psycholog a spisovatel
- Franz Suso Waldeck (1873–1943), rakouská herečka
- Franz Penkert (1912–1999), redemptoristé, kněz
- Carola Braunbocková (1924–1978), německá herečka známá rolí macechy v pohádce Tři oříšky pro Popelku
- Klaus-Peter Köhler (* 1943), německý politik[14]
- Osenský (Ossendorf) Robert, pilot 312. československé stíhací perutě RAF[15]